# Coolitude (société)
La coolitude est un dérivé moderne du mot coolie (un coolie est un travailleur indien ou chinois, en Extrême-Orient), désignant la diversité culturelle issue de la pratique de l'engagisme au XIXe siècle et XXe siècle, se substituant à l'esclavagisme, notamment dans les plantations coloniales de territoires insulaires en Afrique de l'Est.

## Histoire
Il s'agit d'un néologisme apparu en 1992 dans le texte Cale d'étoiles, coolitude de Khal Torabully,,. Ce mot désigne un concept de diversité culturelle né de la mise en relation de la Chine et des Indes avec d'autres espaces culturels :  à la suite de l'abolition de l'esclavage, certaines pratiques inhumaines de cet esclavage ont perduré à travers le régime de l’engagement, ou d'«esclaves volontaires», des millions de coolies, originaires de Chine et d’Inde, traversant l’océan Indien pour servir dans les plantations coloniales en lieu et place des esclaves émancipés, notamment en Île Maurice, à La Réunion, aux Comores. La coolitude est une approche des interactions culturelles et mémorielles résultant de cet engagisme pour les travailleurs sous contrat indiens, chinois, mais aussi africains, et des relations avec l'esclavagisme qui l'a précédé,.

### Articles
- Véronique Bragard, « Gendered voyages into Coolitude: the shaping of the Indo-Caribbean woman's literary consciousness », Kunapipi: Journal of Post-Colonial Writing, vol. 20, n° 1, 1998, p. 99-111. [lire en ligne (page consultée le 31 décembre 2021)]
- Nathalie Bleser, « Pionniers des mers, porteurs de mondes et parias de la terre : les palefreniers du cheval de fer », DIRE, n°5,  mai 2014 [lire en ligne (page consultée le 31 décembre 2021)].